# Wachters van de Oeral
Wachters van de Oeral (Russisch: Стражи Урала; Strazji Oerala) is de benaming voor een complex met twee wolkenkrabbers in het centrum (district Verch-Isetski) van de Russische stad Jekaterinenburg. Het complex wordt gebouwd op de kruising van de oelitsa Tatisjtsjeva, oelitsa Prigorova en de Verch-Isetski Boelvar.

## Opzet
De twee bronzen torens van 218 meter (noordelijke toren) en 195 meter (zuidelijke toren) met respectievelijk 41 en 36 verdiepingen moeten worden verbonden door een brug op de eerste verdieping, die een triomfboog moet voorstellen. Het totale vloeroppervlak moet ongeveer 300.000 m² gaan omvatten. In het complex moeten kantoren, woningen en een groot zakencentrum verschijnen. Een groot deel van het complex moeten A-klasse kantoren worden, 7 verdiepingen zullen een woonbestemming krijgen en 3 tot 4 verdiepingen moeten luxe appartementen gaan huisvesten. Naast een kantoren en appartementen moet het complex ook een handelscentrum, medisch centrum, kunstgalerie en ruim 1800 parkeerplaatsen (onder- en bovengronds) gaan omvatten.
Ongeveer 91.000 m² zal worden bezet door stylobaten, waarvan 37.000 m² onder het gebouw ten behoeve van parkeergelegenheid.

## Uitvoering
De uitvoerder van het project is het Franse architectenbureau Valode & Pistre in samenwerking met UGMK (dat ook Jekaterinenburg-City bouwt) en het bestuur van de oblast Sverdlovsk (dat een deel financiert). 10% van de investeringen is in handen van de overheid, de resterende 90% is verdeeld over verschillende rechtspersonen. De bouw van de noordelijke toren begon in 2007 en moet voltooid zijn in 2010. De zuidelijke toren moet volgens de planning in 2011 voltooid zijn. De kosten worden geschat op tussen de 500 miljoen en 1 miljard en moeten gedeeltelijk opgebracht worden door buitenlandse investeerders.

## Naam
De naam verwijst naar folklore van de Jekaterinenburgers en moet twee wachters voorstellen, die de stad en de Oeral beschermen tegen de buitenwereld. Het idee werd ingebracht door Valode & Pistre en is afkomstig van een werk van de Wit-Russische beeldhouwer Ossip Zadkine.